# Hypnotized (film, 1932)
Pour les articles homonymes, voir Hypnotized.
Pour plus de détails, voir Fiche technique et Distribution.
Hypnotized est un film américain réalisé par Mack Sennett sorti en 1932.

## Synopsis
Au New Jersey, Bill Bogard, un dresseur d'éléphant dans un cirque, est amoureux d'une princesse violoniste, mais il n'ose pas lui déclarer sa flamme parce qu'il est pauvre et qu'elle est riche.

## Fiche technique
- Titre : Hypnotized
- Réalisation : Mack Sennett, assisté de Jean Yarbrough et George Sherman (non crédité)
- Photographie : John W. Boyle, Frank B. Good, George Unholz
- Montage : Francis D. Lyon, William Hornbeck
- Producteur : Mack Sennett
- Musique : Edward Ward
- Pays de production :  États-Unis
- Lieux de tournage : Mexique, Californie
- Format : Noir et blanc
- Genre : Comédie
- Durée : 58 minutes
- Dates de sortie : 
  - États-Unis : 25 décembre 1932

## Distribution
- Charles Murray : Charlie O'Brien
- Ernest Torrence : Prof. Horace S. Limberly - Hypnotiseur
- George Moran : Henry Johnson
- Charles Mack : Egbert Jackson
- Wallace Ford : Bill Bogard
- Maria Alba : Princess Mitzi
- Marjorie Beebe : Pearl - the Maid
- Herman Bing : Capt. Otto Von Stormberg
- Alexander Carr : Abe Shapiro
- Matt McHugh : Drummer
- Luis Alberni : Hungarian Consul
- Harry Schultz : Ludwig